# ثيبيدا لا مورا
بلدية ثيبيدا لا مورا (بالإسبانية: Cepeda la Mora) هي بلدية تقع في مقاطعة آبلة التابعة لمنطقة قشتالة وليون وسط إسبانيا.

## الديموغرافيا
يبلغ عدد سكان بلدية ثيبيدا لا مورا 93 نسمة عام 2011 (وفقاً للمعهد الوطني للإحصاء الإسباني).
| 150 | 151 | 134 | 108 | 124 | 104 | 93 |